# Paromenia acuminata
Paromenia acuminata är en insektsart som beskrevs av Gabriel Mejdalani 1992. Paromenia acuminata ingår i släktet Paromenia och familjen dvärgstritar. Inga underarter finns listade i Catalogue of Life.